# Piedrabuena
Piedrabuena – gmina w Hiszpanii, w prowincji Ciudad Real, w Kastylii-La Mancha, o powierzchni 565,36 km². W 2011 roku gmina liczyła 4770 mieszkańców.